# Elatostema tenuifolium
Elatostema tenuifolium är en nässelväxtart som beskrevs av Wen Tsai Wang. Elatostema tenuifolium ingår i släktet Elatostema och familjen nässelväxter. Inga underarter finns listade i Catalogue of Life.